# Beat the Bastards
Albums de The Exploited
The Massacre (The Exploited) Fuck the System
Beat The Bastards est le septième album du groupe de punk rock britannique The Exploited. Sorti en 1996, il a été, une fois de plus, produit par Colin Richardson et rééditée en 2001 par le label Dream Catcher. Il s'agit, cette fois, d'un authentique album de thrash metal.

## Composition du groupe
- Wattie Buchan : chant
- Jamie Buchan : guitare (non crédité; Wattie, ayant si mal pris le départ de Jamie juste après l'enregistrement, a décidé de ne pas le créditer dans le livret du disque et a mis à la place le nom de son fils de 5 ans[réf. nécessaire])
- Jim Gray : basse
- Willie Buchan : batterie

## Liste des titres
1. Beat The Bastards - 4:21
2. Affected By Them - 3:04
3. Don't Blame Me - 5:00
4. Law For The Rich - 3:20
5. The System's Fucked Up - 2:48
6. They Lie - 2:45
7. If You're Sad - 5:20
8. Fight Back - 3:25
9. Massacre Of Innocents - 4:00
10. Police TV - 3:44
11. Sea Of Blood - 3:57
12. 15 Years - 3:05
13. Serial Killer - 6:45

Plusieurs samples du film Orange mécanique sont disséminés tout au long de l'album.